# Stanisław Górski (malarz)
Stanisław Górski (ur. 15 stycznia 1887 w Kościanie, zm. 16 marca 1955 w Krakowie) – polski malarz portrecista.

## Życiorys
Syn Władysława i Jadwigi z Gronowiczów, urodzony w Kościanie 15 stycznia 1887. Po ukończeniu Szkoły Przemysłowej studiował na krakowskiej Akademii Sztuk Pięknych w pracowniach Józefa Pankiewicza (w latach 1909–1914) i Teodora Axentowicza (w latach 1916–1917). Znany jest głównie z malowanych pastelami prac przedstawiających studia portretowe górali i góralek, z czego najbardziej znanym motywem jest Góral nad Morskim Okiem. Podobnie jak jego profesor (T. Axentowicz) chętnie malował portretowe „główki” – wizerunki pięknych kobiet, dam z arystokratycznych sfer i mieszczańskich salonów. Tworzył również obrazy olejne i akwarele. Wystawiał m.in.: na Wystawie Niezależnych w Krakowie (1926), w Towarzystwie Zachęty Sztuk Pięknych w Warszawie, Poznaniu, Kaliszu, Piotrkowie. Po wojnie wystawiał swoje prace w 1950 i 1952 w Krakowie. W zbiorach Muzeum Narodowego w Warszawie znajduje się obraz Studium góralki.
Zmarł 16 marca 1955 w Krakowie. Pochowany na cmentarzu Rakowickim (kwatera PAS 79-zach-15).

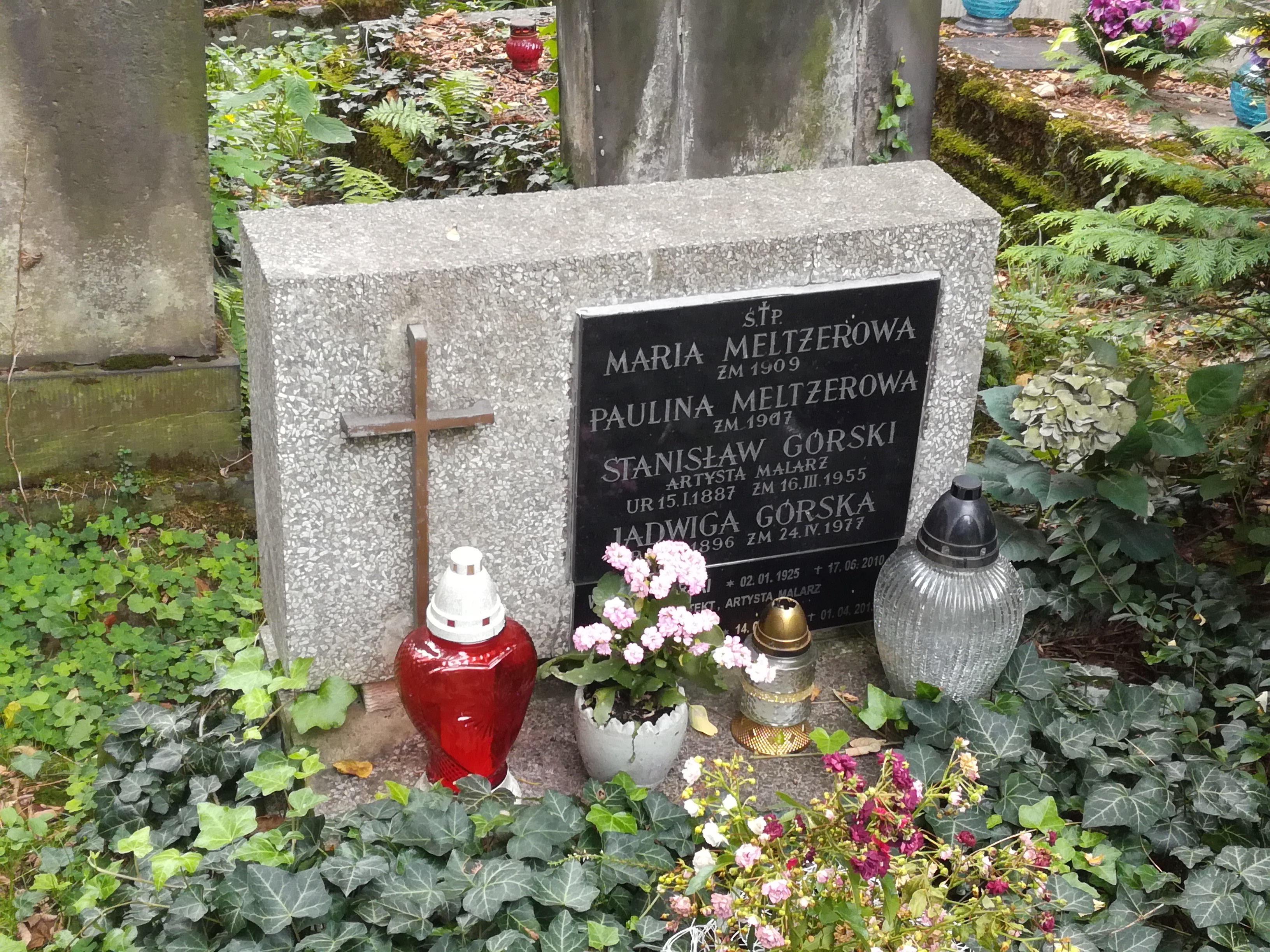
Grób Stanisława Górskiego na cmentarzu Rakowickim